# Unterpirk
Unterpirk ist ein Ortsteil der Gemeinde Rosenbach/Vogtl. im sächsischen Vogtlandkreis. Das zur Ortschaft Mehltheuer gehörende Dorf wurde am 1. Januar 1974 nach Mehltheuer eingemeindet, mit dem es am 1. Januar 2011 zur Gemeinde Rosenbach/Vogtl. kam.

## Geographie

### Geographische Lage und Verkehr
Unterpirk ist der nordwestlichste Ortsteil der Gemeinde Rosenbach/Vogtl. Er grenzt im Osten an Thüringen. Im Ort fließt der Holzbach in den Peintenbach, der wiederum an der Grenze zu Pausa in die Weida mündet. Unterpirk liegt im Nordwesten des Vogtlandkreises und im sächsischen Teil des historischen Vogtlands. Geographisch liegt der Ort im Zentrum des Naturraums Vogtland (Übergang vom Thüringer Schiefergebirge ins Mittelvogtländische Kuppenland).
Durch die Gemarkung verläuft die Staatsstraße 316.
Unterpirk wird im Zweistundentakt von der TaktBus-Linie 42 des Verkehrsverbunds Vogtland angebunden. Diese verkehrt nach Plauen sowie nach Pausa und Zeulenroda.

### Nachbarorte
Unterpirk grenzt an zwei weitere Ortsteile der Gemeinde Rosenbach/Vogtl., drei Ortsteile der Stadt Pausa-Mühltroff und einen Ortsteil der Stadt Zeulenroda-Triebes im thüringischen Landkreis Greiz.
| Oberreichenau (Pausa-Mühltroff) | Pausa (Pausa-Mühltroff)                     |                                |
| Ranspach (Pausa-Mühltroff)      | Kompassrose, die auf Nachbargemeinden zeigt | Bernsgrün (Zeulenroda-Triebes) |
|                                 | Drochaus                                    | Oberpirk                       |

## Geschichte

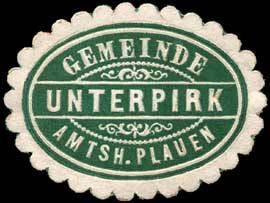
Siegelmarke Gemeinde Unterpirk

Das Platzdorf Unterpirk wurde 1357 erstmals als Birke  erwähnt, womit auch die Bedeutung des Namens als „Ort bei der Birke oder am Birkengehölz“ klar sein dürfte. Die Schreibweise wandelte sich nach der Erwähnung des Nachbarorts Oberpirk im Jahr 1402 als Obern Pirck über Niddern Birke, Nyder Pirck, Nydernpircke, Unterbirck und andere zum aktuellen Namen Unterpirk. Kirchlich gehörte Unterpirk bis 1545 zu Leubnitz, seitdem zu Pausa. Unterpirk ist der einzige Ortsteil der heutigen Gemeinde Rosenbach/Vogtl., der bis 1856 nicht zum Amt Plauen, sondern als Amtsdorf zum kleinen kursächsischen bzw. königlich-sächsischen Amt Pausa gehörte, welches nach 1764 meist mit dem Amt Plauen gemeinsam genannt wurde. 1856 wurde der Ort dem Gerichtsamt Pausa und 1875 der Amtshauptmannschaft Plauen angegliedert.
Durch die zweite Kreisreform in der DDR kam die Gemeinde Unterpirk im Jahr 1952 zum Kreis Plauen-Land im Bezirk Chemnitz (1953 in Bezirk Karl-Marx-Stadt umbenannt). Am 1. Januar 1974 wurde Unterpirk nach Mehltheuer eingemeindet. Als Ortsteil von Mehltheuer kam Unterpirk im Jahr 1990 zum sächsischen Landkreis Plauen, der 1996 im Vogtlandkreis aufging. Durch den Zusammenschluss von Mehltheuer mit Leubnitz und Syrau gehört Unterpirk seit dem 1. Januar 2011 zur Gemeinde Rosenbach/Vogtl.

### Entwicklung der Einwohnerzahl
| Jahr | Einwohnerzahl                             |
| ---- | ----------------------------------------- |
| 1557 | 12 besessene Mann                         |
| 1764 | 13 besessene Mann, 4 Hufen je 30 Scheffel |
| 1834 | 78                                        |
| 1871 | 132                                       |
| 1890 | 140                                       |
| 1910 | 138                                       |
| 1925 | 151                                       |
| 1939 | 131                                       |
| 1946 | 182                                       |
| 1950 | 161                                       |
| 1964 | 113                                       |
| 2011 | 95                                        |